# Société de raffinage de Zinder
La Société de raffinage de Zinder (SORAZ) est une société nigérienne qui opère dans le domaine de l'énergie.

## Historique
Quelques dates clefs :
- 1969 : découverte de pétrole à Agadem par la société Texaco,
- 2008 : signature d’une Convention de Partage de Production (CPP) du champ pétrolier d’Agadem entre la China National Petroleum Corporation (CNPC) et l’état nigérien, qui conduit à la création de la SORAZ,
- 2011 : début de la production de pétrole dans le champ d’Agadem,
- 2011 : inauguration de la raffinerie (le 28 novembre).

Le pétrole nigérien est resté longtemps inexploité. Le Niger demandait que son exploitation soit couplée à la construction d'une raffinerie. Les compagnies pétrolières ont refusé, arguant que la raffinerie serait non-rentable, jusqu'à ce que la China National Petroleum Corporation accepte cette condition en 2008.

## Activité
La raffinerie de Zinder est installée dans la commune rurale d’Ollelewa située dans le département de Tanout à environ 52 km au nord de la ville de Zinder.
Le pétrole provient du champ d’Agagem auquel elle est reliée par un oléoduc. Sa capacité de raffinage est de 20 000 barils par jour. La consommation du Niger étant de 7 000 bbl/j, les 2/3 restants doivent être exportés vers les pays voisins
.

## Organisation
La SORAZ est une coentreprise entre la China National Petroleum Corporation (CNPC) qui détient 60 % du capital, et l’état nigérien qui en déteint 40 %. Son siège social est installé à Niamey.
En revanche, le champ pétrolier d’Agadem et l’oléoduc ont été concédés intégralement à la CNCP, et l'export des produits pétroliers était fait exclusivement par la SONIDEP. Aujourd’hui, l’État nigérien a concédé 50 % de l'export à la SORAZ. 